# Hryhoriwka (hromada Czasiw Jar)
Hryhoriwka (ukr. Григорівка) – wieś na Ukrainie, w obwodzie donieckim, w rejonie bachmuckim, w hromadzie Czasiw Jar. W 2001 liczyła 92 mieszkańców.